# Henning Ravn
Henning Ravn er en dansk kommunalpolitiker og tidligere politikommissær fra Bramming, der er valgt for Venstre i Esbjerg Kommune. Ravn er blevet dekoreret som Ridder af Dannebrogordenen 12. maj 2021. Ravn har været medlem af byrådet først i Bramming Kommune siden 2001 og efter strukturreformen i Esbjerg Kommune. Her har han blandt andet været viceborgmester. Han har foruden det kommunalpolitiske også været regionsrådsmedlem i en toårig periode, da Carl Holst blev folketingsmedlem i 2015. 
Inden sin pension i 2017 var han politikommissær i Bramming. Han er politiuddannet fra politiskolen.